# José Gutiérrez-Ravé
José Gutiérrez-Ravé Montero (21 de setembro de 1897 - ? de 1992) foi um jornalista e escritor espanhol.

## Biografia
Nascido a 21 de setembro de 1897 em Segovia, foi redator na Ação, ABC e Diário de Barcelona.[2] Foi chefe do gabinete de imprensa de Renovação Espanhola. Quanto a seu tratamento historiográfico da figura de José María Gil Robles se enrola, como Julián Cortês Cavanillas, a uma corrente monárquica-tradicional, crítica com o acidentalismo da CEDA.[4] Decano da Associação de Escritores e Artistas Espanhóis, foi membro do conselho político fundador da partido Renovação Espanhola, apresentado ao público em janeiro de 1978, durante a Transição Espanhola. Faleceu em Madrid em 1992.

## Obras
- José Gutiérrez-Ravé. Yo fui un joven maurista. [S.l.: s.n.] ( a.).  Madri: Ed. Prudencio Rovira.[3]
- José Gutiérrez-Ravé. Ramón Franco. Col: Figuras de la Raza. [S.l.: s.n.] (1927).  Figuras da Raça 14. [4]
- José Gutiérrez-Ravé. España en 1931. Anuario. [S.l.: s.n.] (1932). [5][6]
- José Gutiérrez-Ravé. Diccionario histórico de la guerra de liberación de España, 1936-1939. [S.l.: s.n.] (1941). Dicionário histórico da guerra de libertação de Espanha, 1936-1939. Madri: Aspas. [7]
- José Gutiérrez-Ravé. ¿Cómo se liberó usted?. [S.l.: s.n.] (1942).[8]
- José Gutiérrez-Ravé. El Vuelo del Plus Ultra. [S.l.: s.n.] (1951).  Madri: [9]
- José Gutiérrez-Ravé. Las cortes errantes del Frente Popular. [S.l.: s.n.] (1953).  Madri:  [10][11]
- José Gutiérrez-Ravé. El conde de Barcelona. [S.l.: s.n.] (1962).  (prólogo de José María Pemán). Madri: Revendedora Luyve.[12]
- José Gutiérrez-Ravé. Julián Besteiro. Col: Celebridades. [S.l.: s.n.] (1967).  Celebridades. Madri.[13]
- José Gutiérrez-Ravé. Gil-Robles, caudillo frustrado. [S.l.: s.n.] (1967). Gil-Robles, caudillo frustrado. Madri: Revendedor Luyve.  (1967)[4][14]